# Zwrócona (przystanek kolejowy)
Zwrócona − nieczynny przystanek osobowy w Zwróconej, w Polsce, w województwie dolnośląskim, w powiecie ząbkowickim, w gminie Ząbkowice Śląskie. Przystanek został otwarty w dniu 1 listopada 1908 roku razem z linią kolejową do Ząbkowic Śląskich Dworca Małego. Do 1989 roku był na niej prowadzony ruch osobowy. W 1991 roku został zawieszony ruch towarowy.